# Kobylisy metróállomás
Kobylisy egy metróállomás Prágában a prágai C metró vonalán.

## Szomszédos állomások
A metróállomáshoz az alábbi állomások vannak a legközelebb:
- Ládví (Letňany)
- Nádraží Holešovice (Háje)

## Átszállási kapcsolatok
| C (Letňany ↔ Háje) |                                                                                            |                         |
| Állomás            | Átszállási kapcsolatok                                                                     | Fontosabb létesítmények |
| Kobylisy           | 102, 144, 145, 152, 162, 169, 177, 200, 370, 371, 372, 373, 374, 905 3, 10, 17, 24, 93, 95 |                         |